# Johannes Bachmann (almirante)
Johannes Bachmann (* 22 de marzo de 1890 en Werdau; † 2 de abril de 1945 en Willebadessen) fue un oficial de marina alemán que llegó a ser almirante en la Segunda Guerra Mundial y entre 1943 y 1945 alcalde del Distrito de Warburg.

## Vida
Bachmann ingresó como guardiamarina el 1 de abril de 1909 en la Marina Imperial alemana, cursando su formación inicial en el crucero protegido SMS Freya, pasando después a la Escuela naval. Allí fue ascendido el 12 de abril de 1912 a alférez de fragata. Tras terminar exitosamente los estudios, fue asignado a la Escuadra de Asia Oriental, a bordo del crucero protegido SMS Gneisenau y ascendido el 19 de septiembre de 1912 a Leutnant zur See (empleo entre alférez de fragata y alférez de navío). Tras regresar a Alemania en septiembre de 1913, quedó a disposición de la 2.ª Inspección de Marina y el 15 de enero de 1914 fue destinado a la 2.ª División de Torpederos, donde sirvió como oficial de compañía y de guardia de navegación.
Tras el estallido de la Primera Guerra Mundial Bachmann permaneció en la 2.ª División de Torpederos. El 2 de mayo de 1915 fue ascendido a alférez de navío. Tras su traslado a la 5.ª Flotilla de Torpederos, el 12 de octubre de 1917 fue nombrado comandante del Buque torpedero G 8 y el 2 de febrero de 1918, del V 130.
Terminada la guerra, fue admitido en la Reichsmarine y el 21 de enero de 1920 ascendido a teniente de navío. Fue destinado a la 4.ª Sección de Artillería en Cuxhaven. El 4 de octubre de 1923 fue trasladadado como oficial de artillería al crucero ligero Hamburg. Dos años después, Bachmann pasó al estado mayor del jefe de la Estación Naval del Mar del Norte. A fines de 1926 pasó a ser formador en la Escuela Naval y el 1 de enero de 1928 llegó su ascenso a capitán de corbeta. El 27 de septiembre de 1928 pasó como piloto de altura a bordo del crucero ligero Nymphe. El 16 de abril de 1929 entró a formar parte de la tripulación del crucero ligero Karlsruhe; al tiempo que se le asignaba temporalmente, entre el 20 de mayo y el 30 de septiembre de 1929, el mando de la 1.ª Sección de estado mayor del Báltico interior. Tras el alistamiento del Karlsruhe, se convirtió desde el 6 de noviembre de 1929 en su primer oficial. entre el 9 de abril y el 21 de septiembre de 1931, Bachmann quedó a disposición del jefe de la Estación Naval del Báltico. Recibió el destino de jefe de la Primera Sección de la Armada (A I) en el estado mayor naval del Ministerio de Defensa hasta el 28 de septiembre de 1933, y en ese puesto fue ascendido a capitán de fragata. El 29 de septiembre de 1933 se hizo cargo de la jefatura de defensa naval de Königsberg. Siendo capitán de navío (desde el 1 de abril de 1935), se le asignó a Bachmann el mando del crucero ligero Emden. Después de traspasar el mando del buque a su sucesor, el capitán de navío Lohmann, Bachmann fue nombrado el 26 de agosto de 1936 jefe de Estado Mayor del 2.º Almirante del Mar del Norte. Mientras servía en ese destino, fue ascendido el 1 de abril de 1939 a contraalmirante.
El 21 de agosto de 1940, Bachmann fue nombrado Jefe de la Defensa Costera de Frisia Oriental. Al unirse dicha responsabilidad con la del Jefe de Defensa Costera de Frisia del Norte, fue designado el 14 de febrero de 1941 Jefe de la Defensa Costera de la Bahía Alemana. El 1 de abril de 1941 fue ascendido a vicealmirante y el 8 de agosto de 1942 nombrado Jefe Naval del Oeste de Francia. Poco después, el 1 de septiembre de 1942, llegó su ascenso a almirante. A principios de febrero de 1943, su destino pasó a denominarse Almirante al Mando de la Costa Atlántica. El 6 de marzo de 1943, Bachmann quedó a disposición del Jefe del Estado Mayor de la Marina. El 31 de mayo de 1943 fue retirado del servicio activo.
Desde el 16 de junio de 1943, Bachmann fue alcalde del distrito de Warburg. Perdió la vida el 2 de abril de 1945 en Willebadessen, en combate contra las Fuerzas Armadas de los Estados Unidos.

## Condecoraciones
- Cruz de Hierro (1914) de 2.ª y 1.ª Clase[2]
- Medalla de herido de la Armada con distintivo negro[2]
- Cruz de Caballero de 2.ª clase de la orden de Albrecht con Espadas[2]
- Broche de la Cruz de Hierro de 2.ª y 1.ª Clase
- Cruz Alemana de plata el 5 de marzo de 1943